# Éditions de l'Élan
 (janvier 2018).
 (14 avril 2021).
Les Éditions de l'Élan sont une maison d'édition belge, créée et dirigée par Daniel Depessemier. Elle est spécialisée en édition et réédition de bandes dessinées anciennes.
Installée à Waterloo près de Bruxelles, elle publie des albums de bandes dessinées rares ou inédites, en tirages limités, destinés principalement aux collectionneurs. Actuellement sont publiées les BD de Maurice Tillieux et René Follet parues dans les journaux et magazines belges ou français entre 1944 et 1968.
Leur premier album, Achille et Boule-de-Gomme de Maurice Tillieux, est édité en 2002 à 500 exemplaires, en hommage à Maurice Tillieux. En effet, l'éditeur et ses amis trouvaient, qu'à cette époque, le nom de Maurice Tillieux semblait s'effacer des mémoires de la jeune génération des BDphiles. Cet album était donc destiné à raviver la mémoire des amateurs de Tillieux. Il sera épuisé en quelques mois et coté au BDM Trésors de la bande dessinée (catalogue encyclopédique de la Bande Dessinée édité aux éditions de l'amateur), à la satisfaction des passionnés de Tillieux.
À la suite de la demande qui s'ensuivit, d'autres rééditions d'aventures dessinées par Maurice Tillieux sont publiées : Les Aventures de Bob Bang en 2005 et Les Mésaventures de Monsieur Balourd en 2007. Ensuite, en novembre 2008, La Grotte au Démon Vert, une aventure d'Ange Signe, personnage moins connu de Maurice Tillieux, ressemblant à son célèbre héros Félix (bande dessinée, Tillieux) qui fut édité dans les Héroïc-Albums. En avril 2010 sont publiées : Les aventures de Zappy Max - Ca va bouillir, dessinées par Maurice Tillieux d'après le célèbre feuilleton diffusé sur les antennes de Radio Luxembourg dans les années '50 et '60 et publié dans les premiers numéros du journal Pilote en 1959. La liste des albums édités ensuite est indiquée ci-dessous. La présentation de ces albums est sensiblement la même, ils contiennent des bandes dessinées devenues rares ou inédites en album, présentées par un dossier historique exhaustif d'une trentaine de pages, contenant de nombreux documents et photos rares ou inédits.
Le site internet des Éditions de l'Elan présente les productions actuelles.
Une autre page est consacrée à Zappy Max, le célèbre présentateur (de 1950 à 1966) de Radio Luxembourg (devenue RTL) et Radio Monte-Carlo (RMC), héros de l'émission Ca va bouillir, de Quitte ou Double, du crochet radiophonique, etc.
Pour terminer, une page présente le catalogue des revues d'études sur la BD, publiées par la Chambre belge des experts en bande dessinée, créée par Michel Deligne dans les années 80.

## Albums
Les albums suivants ont été édités par les Éditions de l'Elan :
- Achille et Boule-de-Gomme de Maurice Tillieux en 2002 (en 500 exemplaires)

Contenant des documents inédits et les témoignages d'un ami d'enfance de M. Tillieux, ainsi que du dessinateur François Walthéry collègue et ami de Maurice TILLIEUX, et de collectionneurs chevronnés. Une biographie de 1921 à 1952, de l'enfance de M.TILLIEUX et de ses débuts dans la bande dessinée
- Les Aventures de Bob Bang de Maurice Tillieux en 2005 (en 800 exemplaires)

L’intégrale des aventures de Bob Bang parues dans les Héroïc-Albums en 1947, l'historique de cette BD contenant des photos inédites, des anecdotes et des souvenirs à propos de rencontres avec M. TILLIEUX et la liste complète des légendaires Héroïc-Albums.
- Les Mésaventures de Monsieur Balourd de Maurice Tillieux en 2007 (en 500 exemplaires)

Une sélection des meilleurs gags de "Monsieur Balourd", personnage paru dans les journaux d'entreprises belges de l'A.N.P.A.T., de 1954 à 1964. Dans cet album est également réédité une interview de M.Tillieux par Thierry Groensteen, datant de 1972; les souvenirs du dessinateur GOS qui raconte sa rencontre avec Maurice Tillieux et la reprise de Gil Jourdan; une biographie de M.Tillieux de 1950 à 1960 et de nombreux documents et photos inédits.
- La Grotte au Démon Vert, une aventure dAnge Signe, de Maurice Tillieux, en 2008 (en 800 exemplaires)

Histoire rarissime et inédite en couleur, en album. Cet album contient également une autre aventure mythique, La Ville Morte. Première histoire en style réaliste dessinée par M.Tillieux, datant de 1947 et parue dans les Héroïc-Albums. Plus un texte d'étude d'une trentaine de pages. La couverture est dessinée par l'indéfectible ami de Maurice Tillieux : François Walthéry à la mémoire de Tillieux.
- Les aventures de Zappy Max - Ca va bouillir , dessin de Maurice Tillieux en 2010 (en 1.000 exemplaires)

En plus de la BD, l’album contient un dossier illustré par de nombreuses photos et rédigé par ZAPPY MAX lui-même. Un second dossier, abondamment illustré également, décrit l'historique de cette bande dessinée parue dans le journal Pilote en 1959 ainsi que l’ambiance radiophonique de l’époque et un survol des programmes radio les plus célèbres de cette passionnante période. Couverture : François Walthéry.
- Ange Signe no 2 La Résurrection du Potomac et Aventures aux Amériques (suite de La Grotte au Démon Vert).

Outre les bandes dessinées en bichromie, cet album contient aussi un résumé et de nombreux documents et photos inédits de Maurice TILLIEUX à New York, lors du 1er Congrès International de la Bande Dessinée en avril 1972. Les plus grands auteurs de BD européens rencontraient, pour la première fois, les plus prestigieux créateurs de comics américains.
De nombreux documents et photos également, du Salon international des comics à Lucca en Italie en 1972 et 1973, d'une séance de dédicace à la librairie Dupuis à Paris en 1973, ouverture du premier Salon International de la Bande Dessinée, à Angoulême, en janvier 1974, ensuite Angoulême 4 et 5 en 1977 et 1978, Convention de la Bande Dessinée au Palais de la Mutualité à Paris en 1972 et en 1978, etc.
Et le projet de Maurice Tillieux pour la 17e aventure de Gil Jourdan qu'il aurait dessinée et qui n’a jamais été réalisée, du fait de sa disparition inopinée, en 1978. La couverture est, une nouvelle fois, une création de François Walthéry.
- Achille et Boule-de-Gomme de Maurice Tillieux en 2012 (en 1000 exemplaires)

Réédité à la suite de la demande de nombreux amateurs de Maurice TILLIEUX, cet album est cette fois imprimé d’une façon plus soignée et tout en couleurs. Les dossiers et interviews ont été revus et mis à jour. De nouvelles photos et documents ont été ajoutés ou changés.
La couverture est l'œuvre de François Walthéry, admirateur et fidèle à la mémoire de son ami Maurice Tillieux.
- S.O.S. Bagarreur de René Follet et Maurice Tillieux en 2013 (en 250 exemplaires).

Album grand format (30 x 41 cm) tirage de luxe. Parution à la mi-décembre 2013.
- Le Grand Album de FELIX de Maurice Tillieux

Album grand format (30 x 41 cm) tirage de luxe. Parution au début de 2015.
- L'intégrale des aventures de Félix, des Editions de l'Elan (en 11 volumes).

L'intégrale des Félix de Maurice Tillieux, publiée en onze volumes. Premier album publié fin novembre 2015.
- Le Navire qui tue ses Capitaines. Parution en 2017.

Un livre devenu légendaire, le premier roman policier écrit par Maurice TILLIEUX, en 1942. Cette réédition est illustrée par René Follet.

### Source
- (fr) Site des Editions de l'Elan en page 3
- (fr) Site des Editions de l'Elan en page 4
- (fr) Site des Editions de l'Elan en page 7